# بنجامين رافائيل
بنجامين رافائيل (بالإنجليزية: Benjamin Raphael)‏ هو لاعب شطرنج أمريكي، ولد في 8 نوفمبر 1818 في ريتشموند في الولايات المتحدة، وتوفي في 17 مارس 1880.

## وصلات خارجية
- بنجامين رافائيل على موقع مباريات الشطرنج (الإنجليزية)
- بنجامين رافائيل على موقع 365Chess.com (الإنجليزية)